# Bytharia latimargo
Bytharia latimargo är en fjärilsart som beskrevs av Warren. Bytharia latimargo ingår i släktet Bytharia och familjen mätare. Inga underarter finns listade i Catalogue of Life.